# Gmina Vejen (1970–2006)
Gmina Vejen (duń. Vejen Kommune) – w latach 1970–2006 (włącznie) jedna z gmin w Danii w okręgu Ribe Amt. 
Siedzibą władz gminy było miasto Vejen. 
Gmina Vejen została utworzona 1 kwietnia 1970 na mocy reformy podziału administracyjnego Danii. Po kolejnej reformie w 2007 r. weszła w skład nowej gminy Vejen.

## Dane liczbowe
- Liczba ludności: (♀ 8496 + ♂ 8489) = 16 985
  - wiek 0-6: 9,4%
  - wiek 7-16: 14,4%
  - wiek 17-66: 63,1%
  - wiek 67+: 13,2%
- zagęszczenie ludności: 69,6 osób/km²
- bezrobocie: 3,7% osób w wieku 17-66 lat
- cudzoziemcy z UE, Skandynawii i USA: 97 na 10 000 osób
- cudzoziemcy z krajów Trzeciego Świata: 169 na 10 000 osób
- liczba szkół podstawowych: 7 (liczba klas: 112)